# Calophasia platyptera
Calophasia platyptera, zuweilen auch Breitflügel-Löwenmauleule genannt, ist ein Schmetterling (Nachtfalter) aus der Familie der Eulenfalter (Noctuidae).

## Merkmale

### Falter
Die Flügelspannweite der Falter beträgt 28 bis 30 Millimeter. Die Vorderflügel sind in der Regel aschgrau gefärbt und zeigen undeutliche streifenförmige, dunkelgraue, blaugraue oder braungraue Einmischungen. Makel fehlen ebenso wie Querlinien. Über der Mitte des Innenrandes hebt sich eine sichelförmige, dunkle Zeichnung leicht hervor. Die Hinterflügel sind zeichnungslos weißlich gefärbt, am Außenrand etwas verdunkelt. Die dunklen Adern treten deutlich hervor. Charakteristisch sind kapuzenartige Haarbüschel an Kopf und Thorax. Der Saugrüssel ist gut entwickelt.

### Raupe
Ausgewachsene Raupen haben eine grauweiße Grundfärbung und sind mit gelben, an den Segmenteinschnitten unterbrochenen Längslinien sowie mit schwarzen Rückenflecken und vielen kleinen, ebenfalls schwarzen Seitenpunkten versehen.

### Puppe
Die Puppe ist gelbbraun gefärbt. Die Rüsselscheide ist außerordentlich lang und erreicht das Ende des Hinterleibs.

## Verbreitung und Lebensraum
Das Vorkommen von Calophasia platyptera erstreckt sich durch den gesamten Mittelmeerraum bis nach Kleinasien und Armenien. Die Art wurde auch in Österreich und der Schweiz nachgewiesen. Sie besiedelt bevorzugt warme Hänge, Steppenheiden sowie Gärten und Parkanlagen.

## Lebensweise
Calophasia platyptera bildet je nach Region zwei oder drei Generationen pro Jahr aus, deren Falter von April bis Oktober anzutreffen sind. Sie besuchen zur Nektaraufnahme am Tage verschiedene Blüten und erscheinen nachts auch an künstlichen Lichtquellen. Die Raupen ernähren sich von den Blättern und Blüten verschiedener Löwenmaul- (Antirrhinum) oder Leinkrautarten (Linaria). Die Art überwintert als Puppe.